# Філіпп де Монто-Бенак
Філіпп де Монто-Бенак (фр. Philippe de Montaut-Bénac; 1619 — 5 лютого 1684) — військовий та державний діяч Французького королівства, герцог де Навайль і де Ла-Валетт, маршал Франції, автор мемуарів, що охоплюють 1630—1682 роки.

## Життєпис
Походив з лангедокського шляхетського роду Монто. Син маркіза Філіппа де Монто-Бенака, барона Навайль, 1-го герцога Давердан, пера Франції. Матір'ю була Юдит де Гонто. Народився 1619 року. Виховувався у кальвіністському дусі. В 14 років стає пажем кардинала Рішельє. У 1635 році переходить до католицтва. 1637 року стає аксенем (прапорщиком) Морського полку кардинала-герцога. 1638 року відзначився під час облог Сен-Омера та Поленкова, 1639 року — Едена.
1640 року звитяжив під час захоплення Аррасу. Невдовзі отримав звання капітана. 1641 року стає полковником Навайльського піхотного полку. Брав участь у кампанії проти Савойського герцогства, відзначившись 1642 року в облозі Тортони та 1643 року — Асті.
Став прихильником кардинала Мазаріні, який 1645 року призначив Філіппа де Монто-Бенака командувачем Артуаського піхотного полку. Того ж року відзначився при захопленні міст Розас і Ланс. 1646 року отримав звання бригадира. Того ж року відправлено у розпорядження Франческо I д'Есте, герцога Моденського. Підвищено до табірного маршала. 1648 року отримав поранення у битві біля Кремони.
З початком Фронди 1649 року залишився на боці королівського двору та кардинала Мазаріні. 1650 року стає генерал-лейтенантом. В тому ж році відзначився у битві біля Ретеля проти армії фрондерів на чолі із Генріхом де Тюренном. Також призначено губернатором Бопоме. 1651 року провів кардинала Мазаріні від кордону з Іспанськими Нідерландами до Пуатьє, де знаходився король. Того ж року оженився з фрейліною королеви Анни Австрійської. 1652 року бився проти фрондерів в Рлеане й Анжу. 1653 року призначено капітан-лейтенантом легкокінної гвардії. 1654 року стає герцогом Навайлем. 1658 року у званні капітан-генерала відправлений на допомогу Альфонсо IV д'Есте, герцогу Моденському, а також призначений надзвичайним послом в італійських державах. 1659 року після підписання Піренейського миру Франції з Іспанією повернувся до Парижу.
1660 року стає губернатором Гавру. Згодом стає герцогом-пером Ла Валеттом. 1661 року увійшов до числа кавалерів Ордену Святого Духа. 1664 року втратив посади внаслідок розкриття його дружиною любовних інтриг короля. 1666 року на прохання Анни Австрійської повернувся до двору. Того ж року стає військовим губернатором Ла-Рошелі та провінції Оні. 1669 року вирушив на допомогу венеційцям під час Кандійської війни на Криті. Втім не мав успіху. За це відправлений до своїх володінь.
Повернутий до двору 1672 року з початком Голландської війни. 1673 року очолив війська в Лотарингії та Ельзасі. 1674 року відзначився під час захоплення іспанської провінції Франш-Конте, зокрема зайняв важливе місто Безансон. За цій успіх отримав звання маршала 1675 року.
1676 року призначається командувачем Руссільйонської армії. Успішно діяв в Каталонії та Арагоні. Після підписання Неймегенського миру 1678 року залишає службу.
1683 року призначений гувернером герцога Філіппа Шартрського. Помер 1684 року в Парижі від апоплексії.

## Родина
Дружина — Сюзанна, донька Карла де Бодо-Параб'єр, графа Нойлана, губернатора Ніора.
Діти:
- Шарлотта Франсуаза (д/н—1696), абатиса монастиря Сент-Круа де Пуатьє
- Франсуаза (1653—1717), дружина Карла III, герцога Ельбйофа
- Філіпп (1656—1678), бригадир, маркіз
- Габріела-Елеонора (1657—1698), дружина Генріха II II Орлеан-Лонгвіля
- Генріетта, абатиса монастиря Ла-Соссаї (поблизу Парижа)
- Габріела (1663—1727), дружина Леонарда-Елі де Помпадур, маркіза де Лав'єр
- Габріела, черниця